# Belaire Apartments
The Belaire (auch bekannt als Belaire Condominiums und Belaire Apartments) ist ein 156 Meter hoher Wolkenkratzer mit gemischter Nutzung auf der East Side der Insel Manhattan in New York City.

## Beschreibung
Das 50-stöckige Gebäude befindet sich in der 524 East 72nd Street zwischen der York Avenue und dem East River im Stadtviertel Lenox Hill auf der Upper East Side auf Höhe von Roosevelt Island.
Das Gebäude wurde 1988 durch die Zeckendorf Company errichtet und ersetzt eine frühere Parkgarage des Krankenhauses Hospital for Special Surgery. Es wurde von Frank Williams and Associates mit einer roten Ziegelsteinfassade entworfen. Der Wolkenkratzer verfügt über eine Stahlbetonkonstruktion und war damit eines der höchsten Betongebäude zur Zeit seiner Erbauung. Die unteren 21 Stockwerke werden als Krankenhaus benutzt. Dem Hospital for Special Surgery gehört ab 2007 das Grundstück; im Austausch für die Überlassung der Baurechte an Zeckendorf erhielt es die unteren zwölf Stockwerke, die für Büros genutzt werden. Ursprünglich wurden Krankenschwestern und Techniker dort untergebracht, um diesen eine erschwingliche Wohnung in New York zu bieten. Die Etagen 13 bis 21 dienen aber weiterhin der Unterbringung von Krankenhauspersonal und Gästen. Der Wolkenkratzer enthält ab der 22. Etage 147 Eigentumswohnungen und bietet für seine Bewohner ein Fitnessstudio, eine Sauna, ein Spielzimmer, eine Parkgarage und einen Pool.

## Flugzeugabsturz
Am 11. Oktober 2006 prallte gegen 14.42 Uhr Ortszeit ein einmotoriges Propellerflugzeug vom Typ Cirrus SR-20 zwischen dem 30. und dem 31. Geschoss gegen das Gebäude. Der Pilot Cory Lidle, der als professioneller Baseballspieler der New York Yankees arbeitete, und ein ihn begleitender Fluglehrer wurden getötet. Bedingt durch die Tageszeit an einem Werktag waren viele der Bewohner abwesend. 21 Menschen wurden verletzt, darunter elf Feuerwehrleute. Die New Yorker Feuerwehr arbeitete den Einsatz mit verstärktem initialem Kräfteansatz für ein „bestätigtes Feuer in einem bewohnten Hochhaus“ und auf der Alarmstufe „Vierter Alarm“ ab, bis um 16.34 Uhr „Einsatz unter Kontrolle“ gemeldet werden konnte.
Es kamen Erinnerungen an die Terroranschläge am 11. September 2001 auf, aber die Stimmung bei den Bürgern, die telefonisch Notrufe absetzten, war gefasst. Eine Unfalluntersuchung des National Transportation Safety Boards ergab, dass die Piloten bei starkem Wind eine 180°-Umkehrkurve unzureichend geplant und den benötigten Raum falsch eingeschätzt hatten.

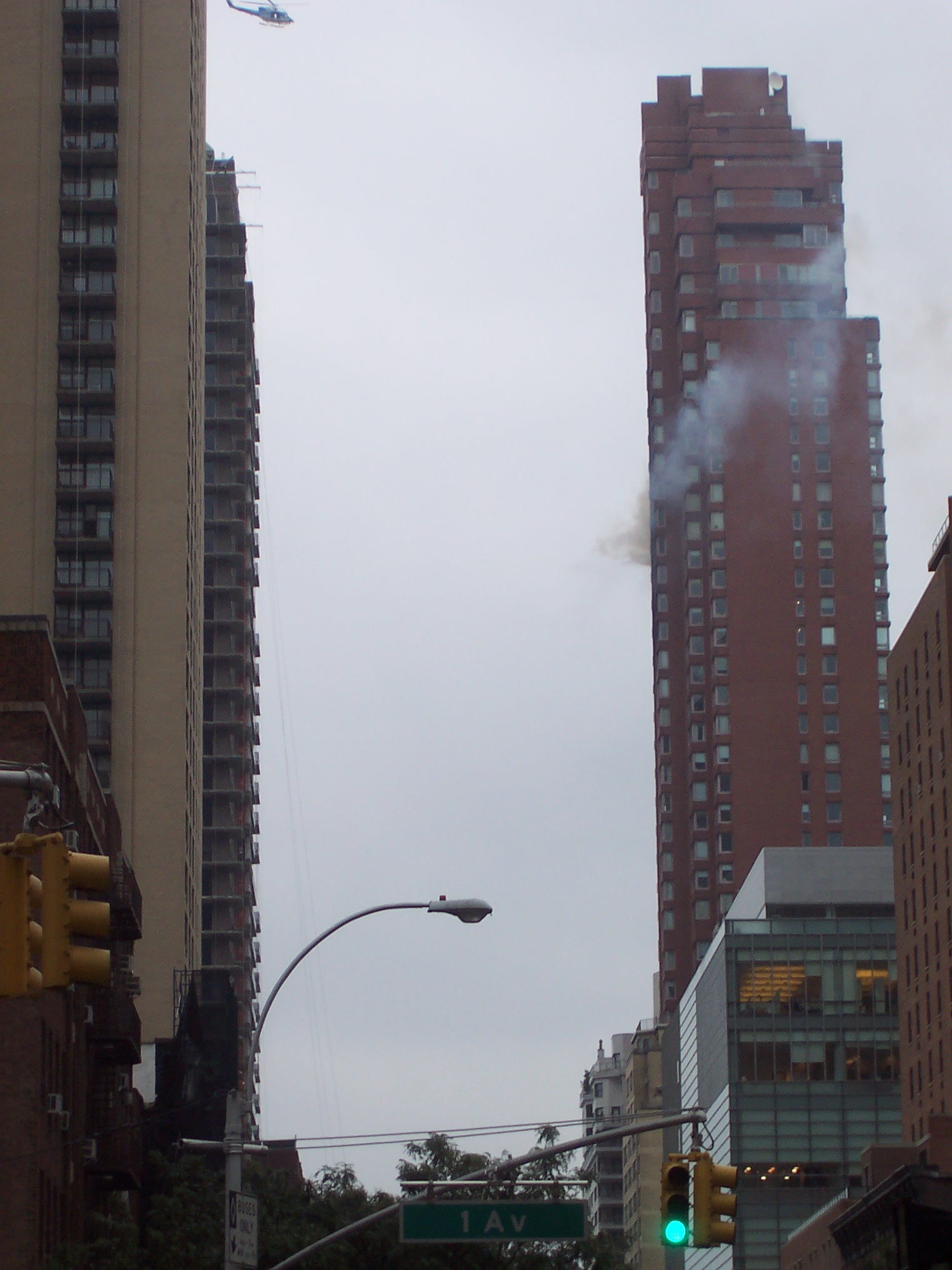
Rauchentwicklung am 11. Oktober 2006
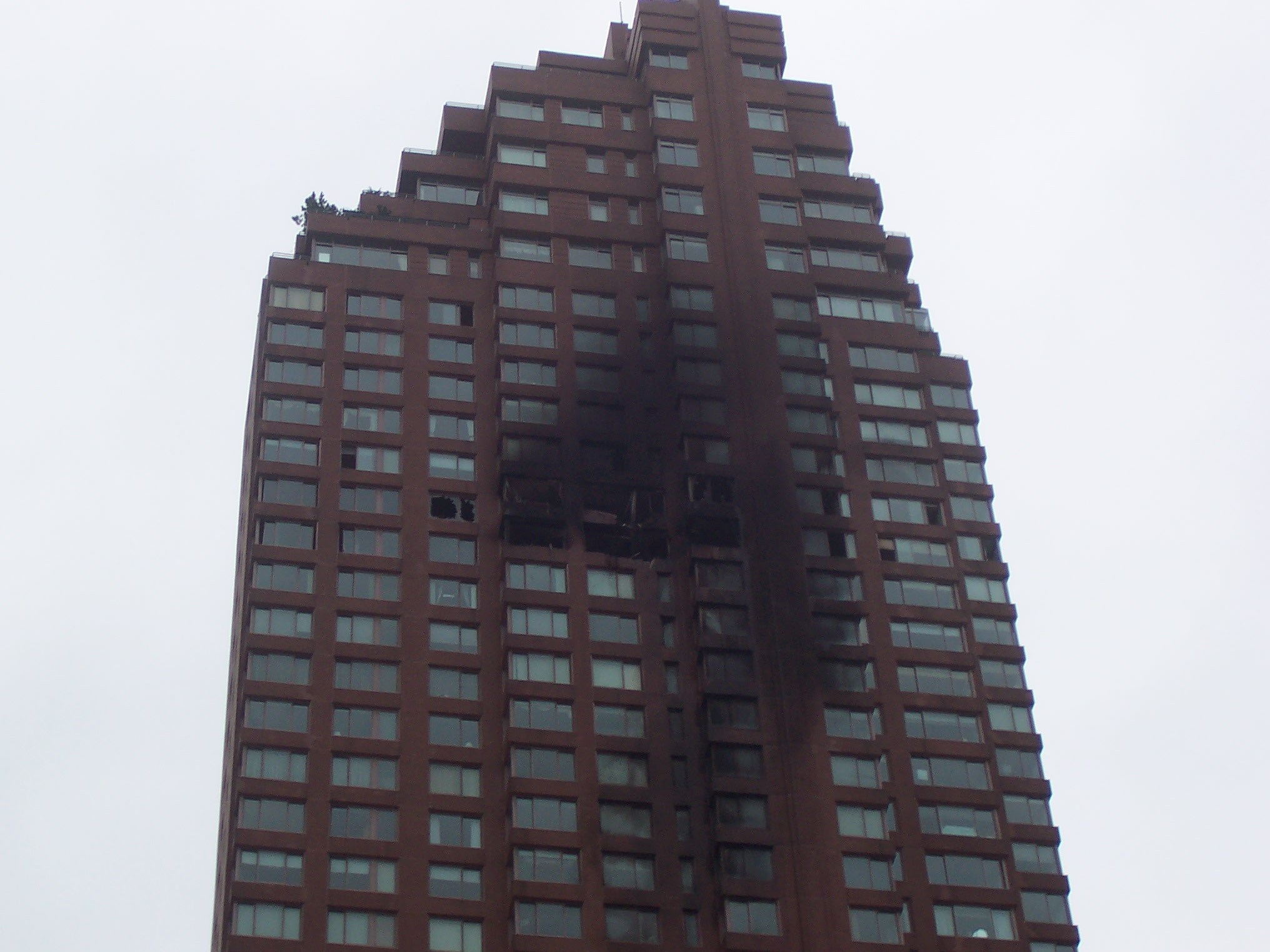
Brandschaden nach Flugzeugeinschlag Oktober 2006